# Florin Gheorghiu
Florin Gheorghiu (Bucarest, 6 de abril de 1944), es un jugador de ajedrez y profesor universitario en lenguas extranjeras rumano, que tiene el título de Gran Maestro desde 1965.
Su enorme talento en el ajedrez le permitió cosechar éxitos desde bien joven; se convirtió en Maestro Internacional en 1963, y fue el primer Gran Maestro de Rumania sólo dos años después. Fue Campeón del mundo juvenil en 1963, venciendo a Vrnjacka Banja. En su país de origen, eran pocos los que podían rivalizar con su dominio los años 1960, 70 y 80. Ganó el Campeonato de Rumania en nueve ocasiones, la primera vez a los 16 años, y representó a su país en todas las Olimpiadas de ajedrez celebradas entre 1962 y 1990, jugando como primer tablero en diez de ellas. Gheorghiu ha sido también profesor de francés en la Universidad de Bucarest y habla, además, inglés, ruso, alemán y español.

## Resultados en competición
Pocas veces fue considerado un serio contendiente por el título de campeón mundial de ajedrez, aunque participó regularmente en el ciclo por el campeonato y en otros eventos de prestigio. Su clasificación en las eliminatorias del campeonato mundial, confirman que, aunque no era tan fuerte como los jugadores de élite de la época, sin embargo, podía competir bien al máximo nivel. En los cuatro interzonales que participó, en la de Petrópolis en 1973 para el Mundial de 1975 terminó 14º, en Manila (1976) empató en el 10º-13º, en Riga (1979), lo haría en 5º-6º, (no se clasificó por muy poco para el torneo de candidatos), y fue duodécimo en Moscú en 1982. En su mejor momento ganó numerosos torneos del circuito internacional, incluidos el Congreso Internacional de Hastings (1967/68) (con Hort y Stein), Reikiavik (1972) (con Hort y Ólafsson), Orense (1973), Torremolinos (1974) (con Eugenio Torre), Lone Pine (1979) (con Gligorić, Liberzon y Hort), Novi Sad (1979), Biel/Bienne (1982) (con John Nunn) y Lenk (1990). También fue un formidable oponente en el Campeonato abierto de ajedrez de Estados Unidos, donde terminó primero en tres años sucesivos: 1979, 1980 (con John Fedorowicz) y 1981 (empatado con Larry Christiansen y otros tres).

## Estilo
Gheorghiu es conocido por sus éxitos contra la supuesta sólida defensa Nimzoindia. La variante, que implica un movimiento temprano a f3 de las blancas (ligada a la variante Sämisch) se convirtió en su marca de identidad, mejorando las partidas y la labor de investigación que antes de él habían hecho Lajos Portisch y Gyozo Forintos. El sistema es conocido hoy como variante Gheorghiu en muchos manuales de apertura y ha sido empleado por expertos tácticos como Alexei Shirov.

## Partida notable
En esta partida Gheorghiu, con blancas, gana al futuro Campeón del mundo, Bobby Fischer, en la olimpíada de La Habana de 1966. Esta fue la única partida de competición que Fischer perdió en su carrera contra un jugador más joven que él
1.d4 Cf6 2.c4 e6 3.Cc3 Ab4 4.f3 d5 5.a3 Axc3+ 6.bxc3 0-0 7.cxd5 exd5 8.e3 Ch5 9.Dc2 Te8 10.g4 Cf4 11.h4 c5 12.Rf2 Cg6 13.Ad3 Cc6 14.Ce2 Ae6 15.g5 Tc8 16.h5 Cf8 17.g6 fxg6 18.hxg6 h6 19.Db1 Ca5 20.Cf4 c4 21.Ac2 Tc6 22.Ta2 Cd7 23.a4 Cf6 24.Aa3 Dd7 25.Tb2 b6 26.Tb5 Cb7 27.e4 dxe4 28.Axe4 Tcc8 29.Te5 Ag4 30.Cd5 Txe5 31.Cxf6+ gxf6 32.dxe5 Cc5 33.Axc5 Dd2+ 34.Rg3 Axf3 35.Axf3 Txc5 36.Dc1 Dxc1 37.Txc1 Txe5 38.Rf4 Rg7 39.Ae4 h5 40.Td1 Te7 41.Td5 Rh6 42.Td6 Rg7 43.Tc6 h4 44.Txc4 h3 45.Rg3 Rh6 46.Ab1 Te3+ 47.Rh2 Te1 48.Ad3 Te3 49.Th4+ Rg5 50.g7 1–0